# Мельник Марія Борисівна
Марія Борисівна Мельник (2 травня 1979, м. Рибниця, МРСР, СРСР) — державний діяч невизнаної Придністровської Молдавської Республіки. Міністр юстиції Придністров'я (з 24 по 30 січня 2012 року).

## Життєпис
Народилася 2 травня 1979 року в місті Рибниця Молдавської РСР (нині місто в підпорядкуванні ПМР).

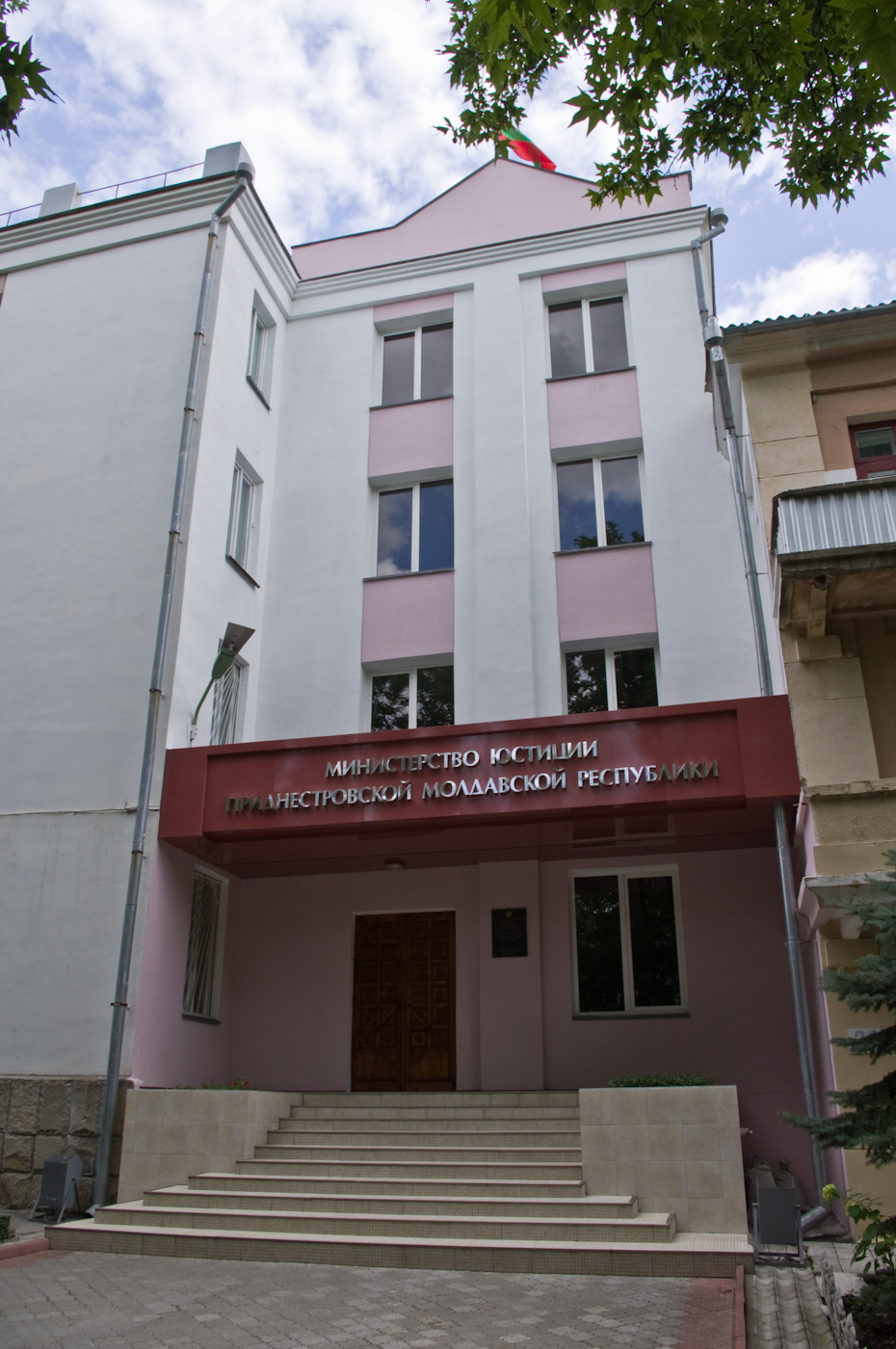
Міністерство юстиції ПМР

### Освіта
- У 1996 році вступила до Придністровського державного університету імені Т.Г. Шевченка.
- У 2001 році закінчила університет за спеціальністю «юриспруденція».

### Трудова діяльність
- З грудня 1997 року по березень 1999 року працювала в Акціонерному товаристві закритого типу референтом, потім юрисконсультом.
- Червень - грудень 2000 року - головний спеціаліст (прес-секретар) Державного Комітету стандартизації, сертифікації і метрології.
- З 29 січня 2000 року по 4 червня 2001 року – головний спеціаліст Республіканського Агентства інтелектуальної власності Міністерства юстиції ПМР.
- У 2001 - 2003 роках обіймала посади головного спеціаліста, заступника завідувача відділу актів законодавства та правового аналізу в Комітеті Верховної Ради ПМР з питань законодавства.
- З кінця 2003 року і весь 2004 рік - працювала юрисконсультом в «ГАЗ ОРТ».
- З 28 вересня 2004 року по 24 січня 2006 року – юрист в Тираспольській інвестиційній будівельній компанії.
- З 2006 року по грудень 2009 року – начальник правового відділу та заступник Керівника Апарату Верховної Ради ПМР.
- З 22 грудня 2009 року по 30 грудня 2011 року – працювала секретарем Центральної виборчої комісії ПМР.
- З 30 грудня 2011 року по 24 січня 2012 року - Радник Президента ПМР з правових питань.[1]
- 24 січня 2012 року Указом Президента ПМР призначена міністром юстиції ПМР.[2]
- 30 січня 2012 року звільнена з посади міністра юстиції ПМР у зв'язку з переходом на посаду голови Арбітражного суду ПМР.

## Класний чин
- Вищий кваліфікаційний клас судді.[3]

## Нагороди
- Медаль «За відзнаку у праці»[4]
- Почесне звання «Заслужений юрист Придністровської Молдавської Республіки»[5]